# Escola de Puntaires de Barcelona
L'Escola de Puntaires de Barcelona és una institució que es dedica a l'estudi i a l'ensenyament de les tècniques de coixí i d’agulla. Segueix la tasca iniciada a la dècada dels anys trenta per Antònia i Montserrat Raventós, dues germanes que van recuperar tècniques perdudes dels puntaires, tot fent recerca a l'Arxiu Històric de la Ciutat. L'escola té un doble vessant: preservar les tècniques antigues i alhora continuar innovant en aquest camp a través de la formació.
Un bon exemple d’això és la ‘Punta de Barcelona’, un disseny únic creat per les germanes Raventós que combina randes i puntes d’agulla. La punta va néixer arran de l'encàrrec de confeccionar les tovalles de l’altar de la Catedral de Barcelona durant el Congrés Eucarístic del 1952. El resultat va ser un treball de grans dimensions, ple de motius al·legòrics a la història de Barcelona, que no s'assemblava a cap altra punta feta fins aleshores.
Actualment l'Escola de Puntaires de Barcelona, situada al carrer de Sant Erasme, ofereix tota mena de cursos monogràfics, tallers i activitats relacionades amb l'estil tradicional català. També participa activament en diverses trobades de puntaires, sobretot en les que es fan a Barcelona per les festes de la Mercè o per Santa Eulàlia.